# Калиманешти (Валча)
Калиманешти (рум. Călimăneşti) насеље је у Румунији у округу Валча у општини Калиманешти. Oпштина се налази на надморској висини од 366 m.

## Становништво
Према подацима из 2002. године у насељу је живело 4520 становника.

### Попис2002.
| Расподела становништва по националности 2002.‍ | Расподела становништва по националности 2002.‍ | Расподела становништва по националности 2002.‍ | Расподела становништва по националности 2002.‍ | Расподела становништва по националности 2002.‍ |
| --------------------------------------------- | --------------------------------------------- | --------------------------------------------- | --------------------------------------------- | --------------------------------------------- |
|                                               |                                               |                                               |                                               |                                               |
| Румуни                                        | Румуни                                        |                                               | 4.496                                         | 99,5%                                         |
| Мађари                                        | Мађари                                        |                                               | 13                                            | 0,3%                                          |
| Роми                                          | Роми                                          |                                               | 11                                            | 0,2%                                          |